# Pambolus microstriatus
Pambolus microstriatus är en stekelart som beskrevs av Van Achterberg 2003. Pambolus microstriatus ingår i släktet Pambolus och familjen bracksteklar. Inga underarter finns listade i Catalogue of Life.